# Arx
Arx ist eine französische Gemeinde mit 51 Einwohnern (Stand 1. Januar 2022) im Département Landes in der Region Nouvelle-Aquitaine (vor 2016: Aquitanien). Sie gehört zum Arrondissement Mont-de-Marsan und zum Kanton Haute Lande Armagnac.
Der Name in der gascognischen Sprache lautet Arcs. Er leitet sich vom lateinischen Wort arcus (deutsch Brückenbogen) ab. Eine wichtige Brücke könnte sich in gallorömischer Zeit auf der Römerstraße von Bordeaux nach Toulouse hier befunden haben, oder es könnte auf eine von Römern gebaute Festung hinweisen.
Die Einwohner werden Arcais und Arcaises oder Arquais und Arquaises genannt.

## Geographie
Die Gemeinde Arx – die östlichste im Département Landes – liegt ca. 55 Kilometer nordöstlich von Mont-de-Marsan im Landstrich Gabardan in der historischen Provinz Gascogne an der Grenze zum Département Lot-et-Garonne.
Umgeben wird Arx von den Nachbargemeinden:
|           | Boussès (Lot-et-Garonne)                    | Durance (Lot-et-Garonne)     |
| Lubbon    | Kompassrose, die auf Nachbargemeinden zeigt | Réaup-Lisse (Lot-et-Garonne) |
| Baudignan | Rimbez-et-Baudiets                          | Sos (Lot-et-Garonne)         |

Arx liegt im Einzugsgebiet des Flusses Garonne.
Die Gueyze, ein Nebenfluss der Gélise, fließt durch das Gebiet der Gemeinde ebenso wie ihr Nebenfluss, der Ruisseau du Launet, der in Arx entspringt.
Die Gemeinde trägt die Auszeichnung „Eine Blume“, die vom Conseil national des villes et villages fleuris (CNVVF) im Rahmen des Wettbewerbs der blumengeschmückten Städte und Ortschaften verliehen wurde.

## Geschichte
Arx war mindestens seit der gallorömischen Zeit besiedelt, denn eine wichtige Römerstraße führte an dem Dorf vorbei. Seit dem 12. Jahrhundert stand das Gabardan, zu dem Arx gehört, unter englischer Herrschaft und war Schauplatz zahlreicher Schlachten zwischen englischen Truppen und Heeren der französischen Krone. Nach dem Ende des Hundertjährigen Kriegs erschütterten im 15. und im 16. Jahrhundert die Hugenottenkriege zwischen protestantischen und katholischen Parteien die Region. Arx kannte Frieden nur zwischen der zweiten Hälfte des 17. Jahrhunderts und dem Beginn der Französischen Revolution. Die Grundherrschaft gehörte zu dieser Zeit der Familie Mibielle aus dem nahen Vielle-Soubiran. Die Gemeinde ist in der Folge des Gesetzes vom 14. Dezember 1789 gegründet worden. Die wirtschaftlichen Aktivitäten standen im 19. Jahrhundert im Zeichen der Gewinnung von Baumharz und der Produktion von Armagnac, die sich im 20. Jahrhundert fortsetzten.

### Einwohnerentwicklung
Nach Beginn der Aufzeichnungen stieg die Einwohnerzahl bis zur zweiten Hälfte des 19. Jahrhunderts auf einen Höchststand von rund 490. In der Folgezeit sank die Größe der Gemeinde bei kurzen Erholungsphasen bis zur Jahrtausendwende auf rund 55 Einwohner, bevor eine moderate Wachstumsphase einsetzte, die heute noch andauert.
| Jahr      | 1962 | 1968 | 1975 | 1982 | 1990 | 1999 | 2006 | 2013 | 2021 |
| --------- | ---- | ---- | ---- | ---- | ---- | ---- | ---- | ---- | ---- |
| Einwohner | 176  | 144  | 118  | 85   | 88   | 57   | 64   | 73   | 44   |

## Sehenswürdigkeiten
- Pfarrkirche, geweiht Martin von Tours. Die genaue Datierung des Baus der ecclesia Sanctus Martinus de Arcubus kann nicht vorgenommen werden, aber es gilt als sicher, dass sie auf das späte 12. oder frühe 13. Jahrhundert zurückgeht. Das befestigte Geschoss, das sich über den Kirchenbau erstreckt, der Glockengiebel und der befestigte Eingangsvorbau mit seinem gotischen Eingangsportal wurden vermutlich mit dem ersten Bau errichtet. Die Kirche ist angesichts der englischen Besatzung seit dem 12. Jahrhundert, des Hundertjährigen Kriegs (1337–1453) und der Hugenottenkriege (1562–1598) als Wehrkirche konstruiert und ausgebaut worden. Der dreieckige Glockengiebel ist charakteristisch für diese Epoche und vor allem in der Gascogne bei romanischen Kirchen oft anzutreffen. Er ist mit Strebewerken und einer Klangarkade ausgestattet, um den von den Glocken erzeugten Klang weitestgehend ungehindert ins Freie zu transportieren. Das Hauptschiff und die flache Apsis sind nicht früher als im 14. Jahrhundert entstanden. Im 16. Jahrhundert wurde die Kirche als zu beengt angesehen. Im Jahre 1522 wurde deshalb das südliche, einige Jahre später das nördliche Seitenschiff angefügt. Beide Seitenschiffe mit einer Länge von zwei Jochen sind vom Hauptschiff durch Spitzbogenarkaden getrennt und mit einem Kreuzrippengewölbe gedeckt, das auf dicken Tragpfeiler ruht, die früher Teil der Außenwände des Langhauses waren. Der runde Turm neben dem Glockengiebel ist mit einem Wehrerker versehen worden und wurde zusammen mit einem oktogonalen Turm des Langhauses gegen 1546 von örtlichen Maurern errichtet. Sie wurden mit Schießscharten versehen, ein Hinweis auf die primär militärische Funktion. Diese Arbeiten sind von Inspektoren berichtet worden, die der französische König Franz I. in die Region entsendet hatte. Während der Hugenottenkriege verlor der Glockenturm seinen Giebel und das Gewölbe des Langhauses, das 1547 gefertigt worden war, stürzte ein. Nach dem Ende der Auseinandersetzungen wurde die Schäden der Kriege vermutlich in den Jahren 1647, 1651 und 1707 beseitigt, wie entsprechende Jahreszahlen auf dem Putz der nördlichen Wand anzeigen. Der oktogonale Turm wurde abgerissen, der Glockengiebel hingegen wiederhergestellt. Das frühere Tonnengewölbe des Langhauses wurde durch eine Täfelung ersetzt. Die Fenster des Chors wurden im 17. Jahrhundert geändert oder vergrößert. Im gleichen Zeitraum wurde ein Vorbau vor dem Eingang mit einem Eingang im Renaissancestil in Korbbogenform gefertigt. Ein Nebengebäude wurde auf der Südseite rechtwinklig zum Langbau errichtet. Der heute rechteckige Chor, der etwas schmaler ist als das Langhaus, wird im Osten von zwei großen Fenstern ausgeleuchtet. Südlich schließt sich eine große viereckige Sakristei an, westlich eine Tourelle mit einer Innentreppe. Seit dem 30. Mai 1990 ist die Kirche in ihrer Gesamtheit als Monument historique klassifiziert.[9][10][11][12]

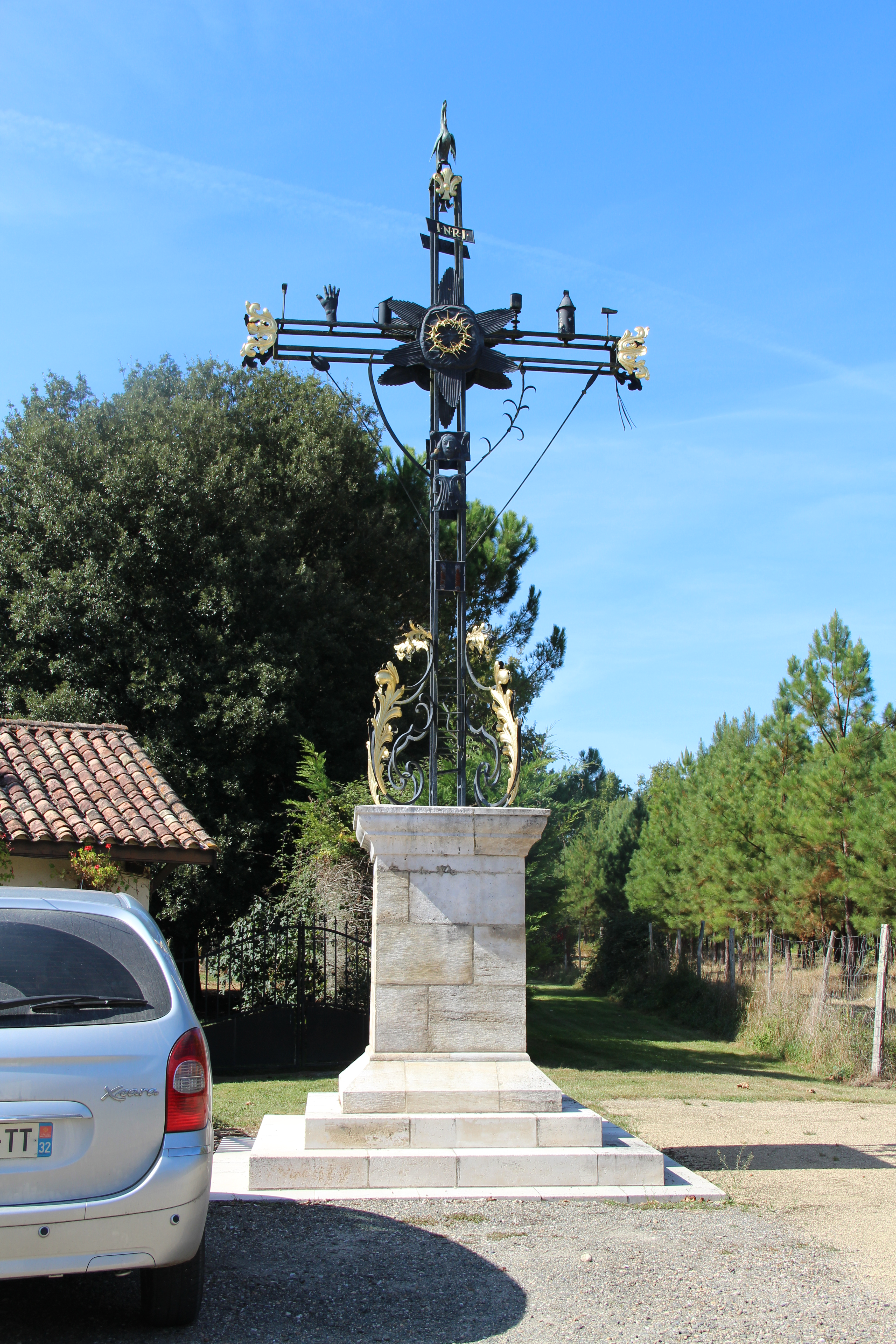
Flurkreuz vn Arx

- Flurkreuz. Es stammt aus dem frühen 19. Jahrhundert und ist mit den Symbolen der Kreuzigung Christi verziert. Das Kreuz ist in einer Zeit entstanden, als die Kirche nach der Französischen Revolution Maßnahmen zur Wiedergewinnung des Glaubens in der Bevölkerung traf. Es ist aus Schmiedeeisen gearbeitet, besitzt die Form eines lateinischen Kreuzes und ruht auf einem Sockel aus Stein, der auf einer kleinen Treppe mit drei Stufen steht. Das Flurkreuz ist seit dem 10. Januar 2008 als Monument historique klassifiziert.[13][14]

- Quelle der heiligen Quiteria. Die Landes sind ein Land der Gewässer, um die sich seit jeher Legenden ranken. Die Quelle der heiligen Quiteria gilt als Heilquelle und Teil der Erzählungen. Ihr zweiter Name lautet „Houn de maus det cap“ (deutsch Quelle der Kopfschmerzen), weil Waschungen mit ihrem Wasser diese verschwinden lassen sollen. Dies geschieht durch direktes Benetzen des Kopfes, Wurf von Münzen in den Brunnen oder Eintauchen von Kleidungsstücken der Kranken, die die Quelle nicht selbst besuchen können. Die heilige Quiteria, die ihren Namen der Quelle gab, wurde am 22. Mai 476 als Märtyrerin enthauptet. Sie wurde in einem Sarkophag bestattet, der sich in Arles befindet. An ihrem Todestag fanden zahlreiche Prozessionen zu dieser Quelle statt. Aufgrund des medizinischen Fortschritts nahm diese Verehrung im Laufe des 19. Jahrhunderts ab. Die Quelle wurde 1990 renoviert und befindet sich immer noch hinter der Kirche. Eine Stele weist auf ihren Standort hin.[15]

## Wirtschaft und Infrastruktur
Die Fischwirtschaft und die Landwirtschaft sind die wichtigsten Wirtschaftsfaktoren der Gemeinde.

### Verkehr
Arx wird durchquert von der Route départementale 59.